# Rajd des Garrigues – Languedoc-Roussillon 1990
Rajd des Garrigues – Languedoc-Roussillon 1990 (11. Rallye des Garrigues - Languedoc-Roussillon) – 11. edycja rajdu samochodowego Rajd des Garrigues – Languedoc-Roussillon rozgrywanego we Francji. Rozgrywany był od 16 do 18 marca 1990 roku. Była to siódma runda Rajdowych Mistrzostw Europy w roku 1990 (rajd miał najwyższy współczynnik - 20). Składał się z 16 odcinków specjalnych.

## Klasyfikacja rajdu
| Miejsce                      | Kierowca                     | Pilot                        | Samochód                     | Czas                         | Strata                       |                              |
| Klasyfikacja generalna i ERC | Klasyfikacja generalna i ERC | Klasyfikacja generalna i ERC | Klasyfikacja generalna i ERC | Klasyfikacja generalna i ERC | Klasyfikacja generalna i ERC | Klasyfikacja generalna i ERC |
| ---------------------------- | ---------------------------- | ---------------------------- | ---------------------------- | ---------------------------- | ---------------------------- | ---------------------------- |
| 1.                           | François Chatriot            | Michel Périn                 | BMW M3 E30                   | 4:30:45                      | 0.0                          |                              |
| 2.                           | Robert Droogmans             | Ronny Joosten                | Lancia Delta Integrale 16V   | 4:36:45                      | +6:00                        |                              |
| 3.                           | François Delecour            | Christian Gilbert            | Peugeot 309 GTI              | 4:38:59                      | +8:14                        |                              |
| 4.                           | John Bosch                   | Kevin Gormley                | BMW M3 E30                   | 4:49:21                      | +18:36                       |                              |
| 5.                           | Jean Ragnotti                | Gilles Thimonier             | Renault 5 GT Turbo           | 4:56:41                      | +25:56                       |                              |
| 6.                           | Frédéric Dor                 | Philippe Viale               | BMW M3 E30                   | 4:57:42                      | +26:57                       |                              |
| 7.                           | Sylvain Polo                 | Hervé Sauvage                | Renault 5 GT Turbo           | 4:58:02                      | +27:17                       |                              |
| 8.                           | Alain Romanet                | Yannick Roussel              | BMW M3 E30                   | 5:02:05                      | +31:20                       |                              |
| 9.                           | Jean-François Bérenguer      | Florence Terral              | Opel Manta GT/E              | 5:04:33                      | +33:48                       |                              |
| 10.                          | Stéphane Cornu               | Christine Dubois             | Peugeot 205 GTI 1.9          | 5:05:18                      | +34:33                       |                              |